# 2011年議会任期固定法
2011年議会任期固定法（2011ねんぎかいにんきこていほう、英: Fixed-term Parliaments Act 2011）は、2011年9月15日にイギリス議会で成立し、2022年議会解散・召集法にて廃止された、イギリス（連合王国）の不成典憲法に含まれていた法律の一つであった。
長文題名は「議会の解散、議会の総選挙の選挙期日の決定等に関する法律」（ぎかいのかいさん、ぎかいのそうせんきょのせんきょきじつのけっていとうにかんするほうりつ）（英: An Act to make provision about the dissolution of Parliament and the determination of polling days for parliamentary general elections; and for connected purposes.）。

## 概要
本法により、「議会を解散する国王大権は廃止されること」「議会総選挙は5年ごとの実施がされること」が規定された。また、「内閣不信任を、または庶民院で3分の2以上の多数で解散を、決議した場合は、任期満了前に解散・総選挙が実施できる」ようにもなった。これにより、本法が有効であった2011年9月から2022年3月までの間は、首相の判断で庶民院を解散することはできなかった。
議会による自律的な解散については、3分の2以上の多数、すなわち二大政党横断的な支持を要するとされていた。しかし、2019年には本法の定める「内閣不信任決議の可決」や「庶民院で3分の2以上の多数で解散を決議」の要件によらず、ボリス・ジョンソン首相の主導により成立した「2019年12月12日に総選挙を実施する」とした特例法により議会は解散された。
2022年3月に2022年議会解散・召集法が成立することで本法は廃止された。解散に関わる国王大権は、議会解散・召集法の規定により「議会任期固定法の制定がなかったように」復活し、議会解散に関係する手続きは従来通りとなった。

## 沿革
本法の制定以前は、国王大権により議会は解散された。本法制定直前の憲法的習律では、首相の助言をうけて国王（または女王）の宣言により解散されており、実質的に議会の解散権は首相の専権事項となっていた。なお、第一次世界大戦の頃までは内閣全体の専権事項であり、その後に先例が誤解され首相の専権事項となったとされる。
1715年成立の法律により、「議会は召集されてから7年後にその効力を失う」と規定された。1911年議会法により「議会任期を5年」に短縮された。この規定は第一次世界大戦・第二次世界大戦時に制定された特別法を除いて任期を超えることはなかった。また5年というのは前回総選挙から次回総選挙の間隔ではなく、議会任期の期間である。例えば、1992年4月9日に行われた1992年の総選挙の次の総選挙は5年22日後の1997年5月1日に実施され、2010年の総選挙は、2005年の総選挙の5年1日後に行われている 。
しかし、国王大権による解散は、1974年にハング・パーラメントとなって首相が解散を請求した場合のような選挙と選挙との期間が近接している場合に、国王はその解散を承認すべきかについて国王の裁量をめぐる政治的な論争となった。1990年頃からは、政権与党に有利なタイミングでの解散への批判も見られるようになった。これらの背景から、2010年イギリス総選挙において、労働党や自由民主党が議会任期を固定することを、保守党は国王大権の民主的コントロールを政権公約としていた。そして、2010年イギリス総選挙後に、自由民主党は保守党との連立の前提として解散権の制限を求め、首相である保守党の党首が自らに都合のよい時に連立政権を解消して不意打ちで解散に打って出る恐れがないようにすることを求めた。結局、2010年イギリス総選挙を受けて成立した第1次キャメロン内閣（デーヴィッド・キャメロン首相）では、保守党と自由民主党との連立政権樹立に際して任期固定法の制定に合意がなされた。これにより本法が成立し、国王大権による解散は廃止され、実質的に首相の専権事項となっていた解散権が制約されることとなった。
保守党は2019年イギリス総選挙に際した公約で、主な争点となった欧州連合離脱の他、本法が国政に麻痺をもたらしたとして本法の廃止も公約とし、選挙に勝利した。2020年2月には、本法を廃止して実質的にそれ以前の状況に戻す法案が議員により貴族院に提出されたが、この法案の第二読会は実施されていない。
2020年12月1日にイギリス政府は、議会任期固定法を廃止して、従前のように首相の判断で解散できるようにすることを目的とする法案を公表した。法案の序文には「議会任期固定法は議会のまひを引き起こした。必要な選挙の実施を困難にして、民主主義の機能を妨げた」と記載されている。2021年5月11日の女王のスピーチにて、この法律を廃止し、解散権を首相に返すことを目指す法案が正式に発表された。この法案は、最終的に上下両院で可決の後、女王裁可を経て「2022年議会解散・召集法」として成立した。

## 状況

### 本法第1条の定める日に開催の選挙
2015年5月7日に総選挙が実施された。

### 本法第1条の定める日以外の日程で開催の選挙

#### 2017年総選挙
2017年6月8日に総選挙が実施された。テリーザ・メイ首相による議会解散の提案を受け、議会下院が解散総選挙の早期実施について採決した結果、賛成522、反対13で、これを承認したことから実施された。

#### 2019年総選挙
ボリス・ジョンソン首相が議会に提出した、2019年12月12日に総選挙を実施するとした特例法案が、上下両院で可決後、エリザベス2世の裁可を経て成立した。
なお、ジョンソン首相は上記以前に下院の三分の二の多数で解散を決議しようと提案したものの、3回失敗していた。